# Héctor Henman
Harold James „Héctor” Henman (ur. 5 stycznia 1879 – zm. 26 maja 1969) – angielsko-południowoafrykańsko-argentyński piłkarz, grający podczas kariery na pozycji napastnika.

## Kariera klubowa
Héctor Henman urodził się w Oksfordzie jako Harold James Henman. Jako dziecko wyemigrował do Południowej Afryki, gdzie zaczął uprawiać piłkę nożną. W 1906 podczas tournée reprezentacji Południowej Afryki zdecydował się pozostać w Argentynie, gdzie został zawodnikiem najlepszego wówczas klubu Alumni AC. Z Alumni zdobył mistrzostwo Argentyny w 1906.

## Kariera reprezentacyjna
W 1904 zaczął występować w nieoficjalnej reprezentacji Związku Południowej Afryki. W 1906 pojechał na tournée z reprezentacją, która występowała pod nazwą All-White South African Team. 9 lipca 1906 wystąpił w wygranym 1-0 meczu z Argentyną w Buenos Aires. 6 dni później wystąpił w wygranym 4-1 meczu z Ligą Argentyńską. 31 lipca 1906 wystąpił w wygranym 6-0 meczu z nieoficjalną reprezentacją Brazylii, którą tworzyli piłkarze z São Paulo.
Jedyny raz w reprezentacji Argentyny Héctor Henman wystąpił 21 października 1906 w wygranym 2-1 meczu z Urugwajem, który był pierwszą edycją Copa Newton.